# Gąsówka bladoniebieskawa

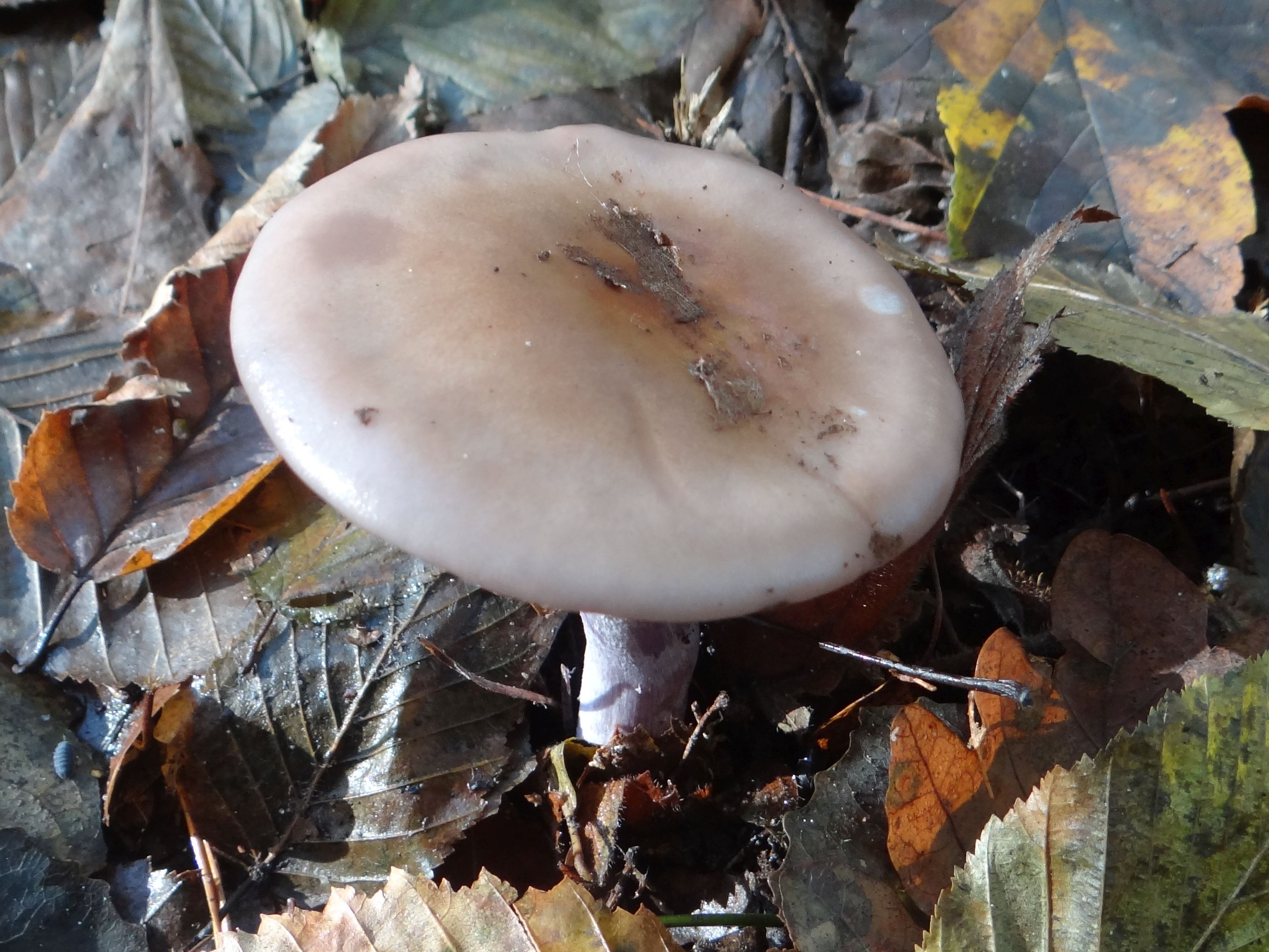

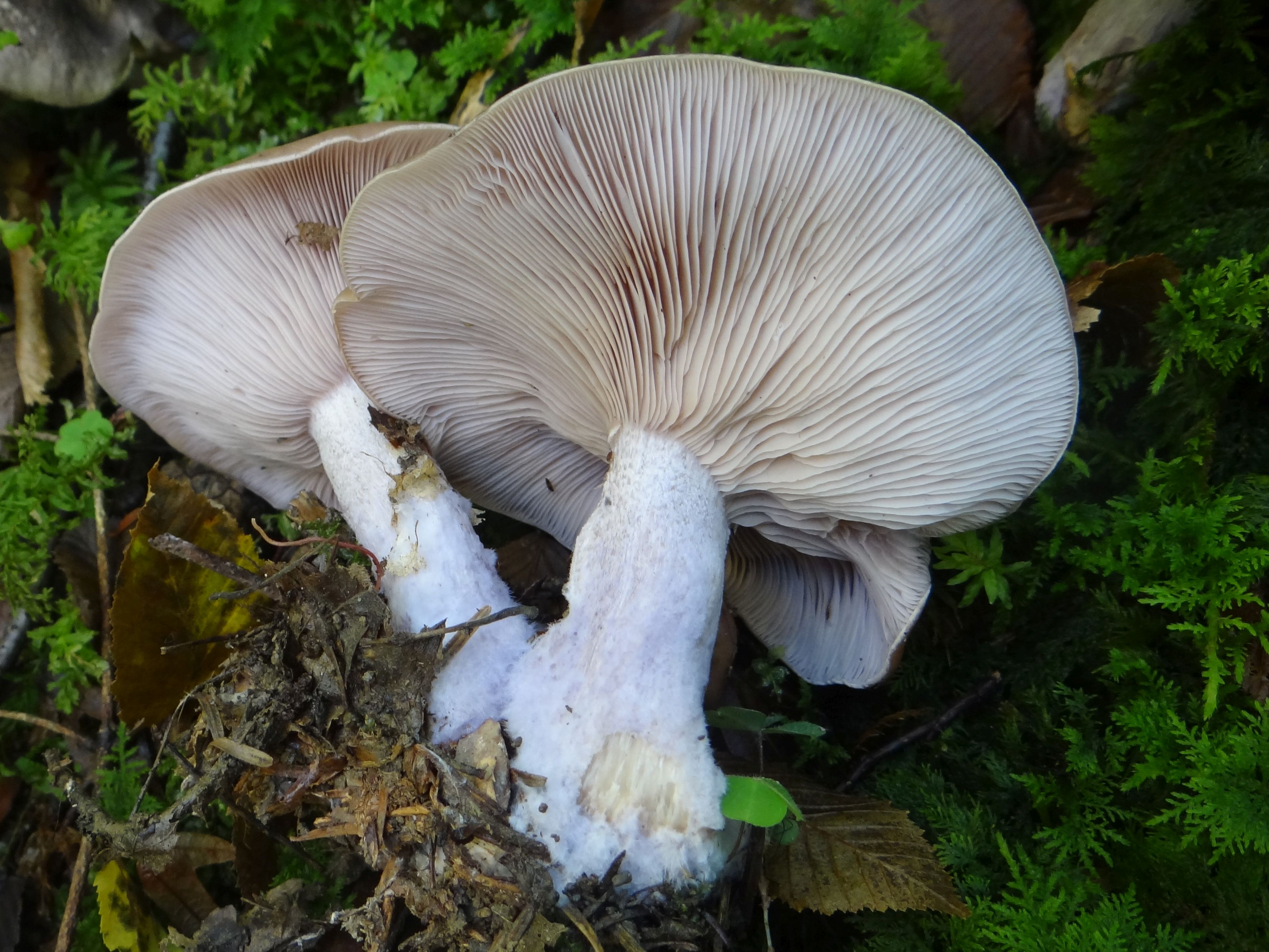

Gąsówka bladoniebieskawa (Lepista glaucocana (Schumach.) Singer) – gatunek grzybów należący do rzędu pieczarkowców (Agaricales).

## Systematyka i nazewnictwo
Pozycja w klasyfikacji według Index Fungorum: Lepista, Incertae sedis, Agaricales, Agaricomycetidae, Agaricomycetes, Agaricomycotina, Basidiomycota, Fungi.
Po raz pierwszy takson ten zdiagnozował w 1881 r. G. Bresàdola jako Tricholoma glaucocanum, do rodzaju Lepista przeniósł go Singer w 1951 r.
Synonimy:

- Clitocybe glaucocana (Bres.) H.E. Bigelow & A.H. Sm. 1969
- Gyrophila nuda var. glaucocana (Bres.) Quél. 1886
- Lepista nuda var. glaucocana (Bres.) Krieglst. 1991
- Rhodopaxillus glaucocanus (Bres.) Métrod 1943
- Tricholoma glaucocanum Bres. 1881
- Tricholoma glaucocanum Bres. 1881 var. glaucocanum
- Tricholoma glaucocanum var. villii Ricken ex Ade 1923
- Tricholoma nudum var. glaucocanum (Bres.) L. Corb. 1929

Stanisław Domański opisywał ten gatunek pod nazwą różanka naga odmiana błękitnosiwa. Obecną nazwę zaproponował Władysław Wojewoda w 2003 r..

## Morfologia
Kapelusz
Higrofaniczny. Średnica 4–12 cm, wyjątkowo do 16 cm. Początkowo wypukły, potem płaski. Powierzchnia naga, gładka, barwy różowo-fioletowej.
Blaszki
Bardzo gęste, przy trzonie zaokrąglone, wolne, łatwo oddzielające się od kapelusza. Barwa biaława do jasno różowo-fioletowej
Trzon
Wysokość 5–10 cm, grubość 1–3 cm, cylindryczny, pełny, sprężysty. Powierzchnia włóknista, o barwie białawej, w dolnej części zazwyczaj pokryta biała grzybnią.
Miąższ
Wodnisty, gruby, biały z lekkim różowym odcieniem. Zapach nieprzyjemny, stęchły
Wysyp zarodników
Jasnoróżowy.

## Występowanie i siedlisko
Gąsówka bladoniebieskawa występuje w Ameryce Północnej, Europie i  Azji. W tej ostatniej podano jej występowanie tylko w Mongolii i Korei. Na terenie Polski do 2003 r. w piśmiennictwie naukowym  podano tylko 3 stanowiska.
Rośnie na ziemi w lasach liściastych i mieszanych. Owocniki wytwarza od września do października.

## Znaczenie
Saprotrof. Według niektórych autorów jest grzybem niejadalnym – zarówno ze względu na nieprzyjemny zapach, jak i z uwagi na niebezpieczeństwo pomylenia z trującymi zasłonakami (Cortinarius). W Rosji jednak uważana jest za grzyb jadalny.

## Gatunki podobne
Podobna jest gąsówka fioletowawa (Lepista nuda). Jeszcze do niedawna gąsówka bladoniebieskawa uważana była tylko za jej odmianę. Podobna jest także gąsówka brudnofioletowa (Lepista sordida).